# Circle the Wagons
 (août 2021).
Albums de Darkthrone
Dark Thrones and Black Flags
(2008) The Underground Resistance
(2013)
Circle the Wagons est le quatorzième album studio du groupe norvégien Darkthrone. L'album est sorti le 5 avril 2010 sous le label Peaceville Records.
Cet album est très différent de ses prédécesseurs. Le style est un mélange de Speed metal et de musique punk. Ce changement radical de style a été annoncé par Fenriz au cours d'une interview.

## Musiciens
- Nocturno Culto – chant, guitare, basse
- Fenriz – batterie, chant

## Liste des morceaux
| 1.    | Those Treasures Will Never Befall You | Fenriz                 | 4:19 |
| 2.    | Running For Borders                   | Nocturno Culto         | 4:02 |
| 3.    | I Am The Graves Of The 80s            | Fenriz                 | 3:05 |
| 4.    | Stylized Corpse                       | Nocturno Culto         | 7:31 |
| 5.    | Circle The Wagons                     | Fenriz                 | 2:44 |
| 6.    | Black Mountain Totem                  | Fenriz, Nocturno Culto | 5:34 |
| 7.    | I Am The Working Class                | Fenriz                 | 5:06 |
| 8.    | Eyes Burst At Dawn                    | Nocturno Culto         | 3:30 |
| 9.    | Bränn Inte Slottet                    | Fenriz                 | 4:38 |
| 40:29 |                                       |                        |      |